# Geleedpotigen
Geleedpotigen (Arthropoda) zijn een stam van koudbloedige, ongewervelde dieren. Ze hebben een uitwendig skelet, een gesegmenteerd lichaam, en meerdelige – gelede – poten. Tot de geleedpotigen behoren bekende groepen als de insecten, spinachtigen, duizendpotigen en kreeftachtigen. De geleedpotigen vormen, met 80% van alle bekende soorten, verreweg de grootste stam van het dierenrijk. Ze komen voor in alle leefomgevingen op aarde, en vertonen een grote vormenrijkdom.
Geleedpotigen kenmerken zich door hun gelede extremiteiten (ledematen), en hun harde exoskelet van chitine, vaak verstevigd met calciumcarbonaat. Het lichaam van een geleedpotige bestaat uit segmenten, die gedurende de ontwikkeling met elkaar kunnen vergroeien. Om groei mogelijk te maken verliezen geleedpotigen om de zoveel tijd hun exoskelet, een proces genaamd vervelling. Ondanks hun spectaculaire verscheidenheid zijn de meeste geleedpotigen kleine dieren. Veel soorten, in het bijzonder insecten, zijn gevleugeld.
Alle geleedpotigen hebben een open circulatiesysteem, waarin hemolymfe – een vloeistof vergelijkbaar met bloed – de lichaamsweefsels voorziet van voedingsstoffen. Geleedpotigen hebben verschillende gaswisselingsorganen, die sterk aangepast zijn aan de leefomgeving. Voorbeelden zijn de kieuwen bij crustaceeën, tracheeën bij insecten, en boeklongen bij spinnen en schorpioenen. Deze aangepaste organen maken zuurstoftransport mogelijk via het exoskelet.
De grootste geleedpotigen komen voor in de zeeën. Voorbeelden zijn de 20 kilogram zware kreeft Homarus americanus, de Japanse reuzenkrab met een spanwijdte tot 4 meter, en de uitgestorven zeeschorpioenen waarvan de Jaekelopterus tot 2,5 meter lang kon worden. Op land bereiken de meeste geleedpotigen een gewicht van maximaal 100 gram. Tot de kleinste geleedpotigen behoren enkele soorten sluipwespen, sommige kevers uit de familie Ptiliidae, en de mijten.

## Diversiteit

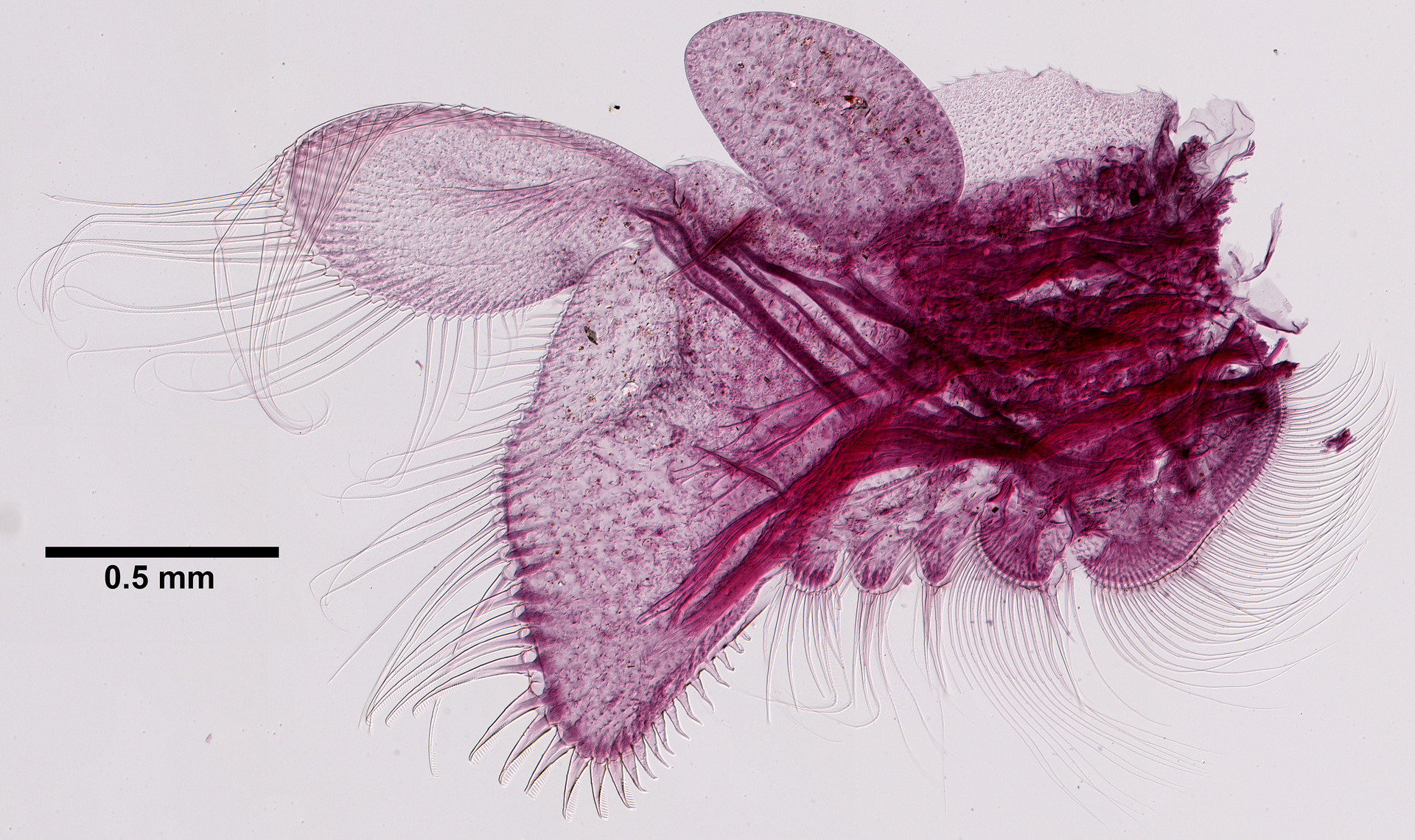
Branchinecta brushi heeft met Boeckella palustris het hoogterecord van kreeftachtigen op 5930 m op een stratovulkaan in Chili

Geleedpotigen maken qua aantal soorten een groot deel uit van de eukaryoten. De insecten alleen al tellen, exclusief niet-ontdekte soorten, ongeveer 5 tot 10 miljoen soorten, en volgens sommige theorieën wel 30 miljoen. Voor 1980 waren er slechts 200.000 soorten beschreven; in 2008 waren dat er al 1.000.000. Tot de geleedpotigen behoren de zespotigen (voornamelijk insecten), de achtpotige spinachtigen, de tien- tot veertienpotige kreeftachtigen, de duizendpotigen (duizend- en miljoenpoten) en de uitgestorven trilobieten.
Vanwege een beveiligingsprobleem met de MediaWiki Graph-software is het momenteel niet mogelijk deze grafiek weer te geven. Zodra de software is bijgewerkt zal de grafiek vanzelf weer zichtbaar worden.
Geleedpotigen komen in vrijwel alle omgevingen voor. Eenoogkreeftjes zijn zeer wijdverbreid, terwijl er tot dieper dan 4000 meter kreeftachtigen te vinden zijn. Springstaarten en springspinnen zijn aangetroffen op de Mount Everest boven de 6700 meter, terwijl springstaarten en de mijten Oribatida tot de vaste bewoners van Antarctica behoren. De pekelkreeftjes Artemia leven in zeer zoute omgevingen en kevers, mijten en kreeftachtigen zijn gevonden in warmwaterbronnen, terwijl de laatsten ook in veel ondergrondse wateren te vinden zijn. In woestijnen leven veel insecten en spinachtigen en geleedpotigen zijn de enige ongewervelden die kunnen vliegen.

## Anatomie

### Exoskelet
Het exoskelet is een belangrijke factor in het succes van de geleedpotigen. Het dient ter bescherming, ondersteuning en aanhechting voor de spieren.
Het exoskelet bestaat uit een dunne buitenste laag van proteïne, de epicuticula, en een dikke binnenste laag van chitine-proteïne, de procuticula. Die laatste bestaat weer uit de exocuticula aan de buitenzijde en endocuticula aan de binnenzijde. In de exocuticula wordt chitine verbonden met proteïne door een proces van biomineralisatie vergelijkbaar met looien waarbij door fenolen chitine-proteïne-ketens van sclerotine ontstaan die extra hardheid leveren en waardoor deze laag hydrofoob wordt. De mate waarin dit plaatsvindt, kan variëren en daarmee variëren de eigenschappen van verschillende delen van het exoskelet. Bij veel kreeftachtigen, enkele duizendpotigen en de uitgestorven trilobieten is het exoskelet versterkt met calciumcarbonaat. Het exoskelet wordt uitgescheiden door het onderliggende epidermis.

Een vervellende cicade

Het exoskelet maakt dat groei en voortbeweging bemoeilijkt worden. Door eens in de zoveel stadia te vervellen wordt groei mogelijk gemaakt. Daarbij worden enzymen aangemaakt die vooral het endocuticula oplossen, waarna het wordt afgeworpen en achtergelaten of in het geval van enkele soorten op wordt gegeten. Een nieuw exoskelet wordt aangemaakt dat in eerste instantie nog zacht is. Door lokaal de bloeddruk te verhogen en water of lucht in te nemen, wordt dit opgerekt. Door dit oprekken en door looien hardt het skelet binnen enkele uren uit. In de dagen tot weken na het vervellen kan extra endocuticula aangemaakt worden. Het vervelproces wordt ingezet door het afgeven in het bloed van het steroïde prohormoon ecdyson. Tijdens het vervellen is een geleedpotige kwetsbaar voor roofdieren en daarnaast kost het proces veel energie, zodat mogelijk tot 90% van de sterfgevallen van geleedpotigen tijdens deze fase valt.
Enkele geleedpotigen als krabben zijn in staat tot regeneratie waarbij ledematen die afgeworpen zijn, zoals wel gebeurt bij het ontsnappen aan roofdieren, opnieuw aangroeien. Een rudimentair uitsteeksel groeit terug dat zich bij de eerstvolgende vervelling vormt tot nieuw ledemaat.
Opmerkelijk onder ongewervelden is dat geleedpotigen geen trilhaartjes hebben, zelfs niet als larve. Dit hangt samen met de aanwezigheid van het exoskelet.

### Voortbeweging
Om voort te kunnen bewegen, is het exoskelet opgedeeld in verschillende segmenten over het lichaam en buisjes over de ledematen. Bij de verbindingen tussen de segmenten en buisjes is het exoskelet dun en flexibel doordat hier het exocuticula ontbreekt. Ook is het skelet hier gevouwen zodat de segmenten en ledematen kunnen buigen. De poten van geleedpotigen bevatten meestal bicondylaire gewrichten waarbij aan elke zijde een condylus fungeert als kop die draait in een kom. Hoewel deze gewrichten meestal slechts een vrijheidsgraad kennen, zijn deze eenassige scharniergewrichten bij veel insecten paarsgewijs dicht bij elkaar geplaatst, zodat deze samen vrijwel als kruiskoppeling fungeren. Geleedpotigen kunnen deze eenvoudige vormen gebruiken, omdat de belastingen relatief laag zijn, het cuticula zo hard is en omdat de dragende oppervlaktes dicht bij de rotatieas liggen, zodat de wrijving beperkt blijft. Bij gewervelden moet het oppervlak relatief groter zijn doordat de relatieve krachten hoger liggen en omdat het hier gebruikte kraakbeen veel zwakker is. Gewrichtsbanden zijn niet nodig, omdat de gewrichten onderdeel uitmaken van het exoskelet en deze kunnen dus ook de maximale uitslag niet limiteren.

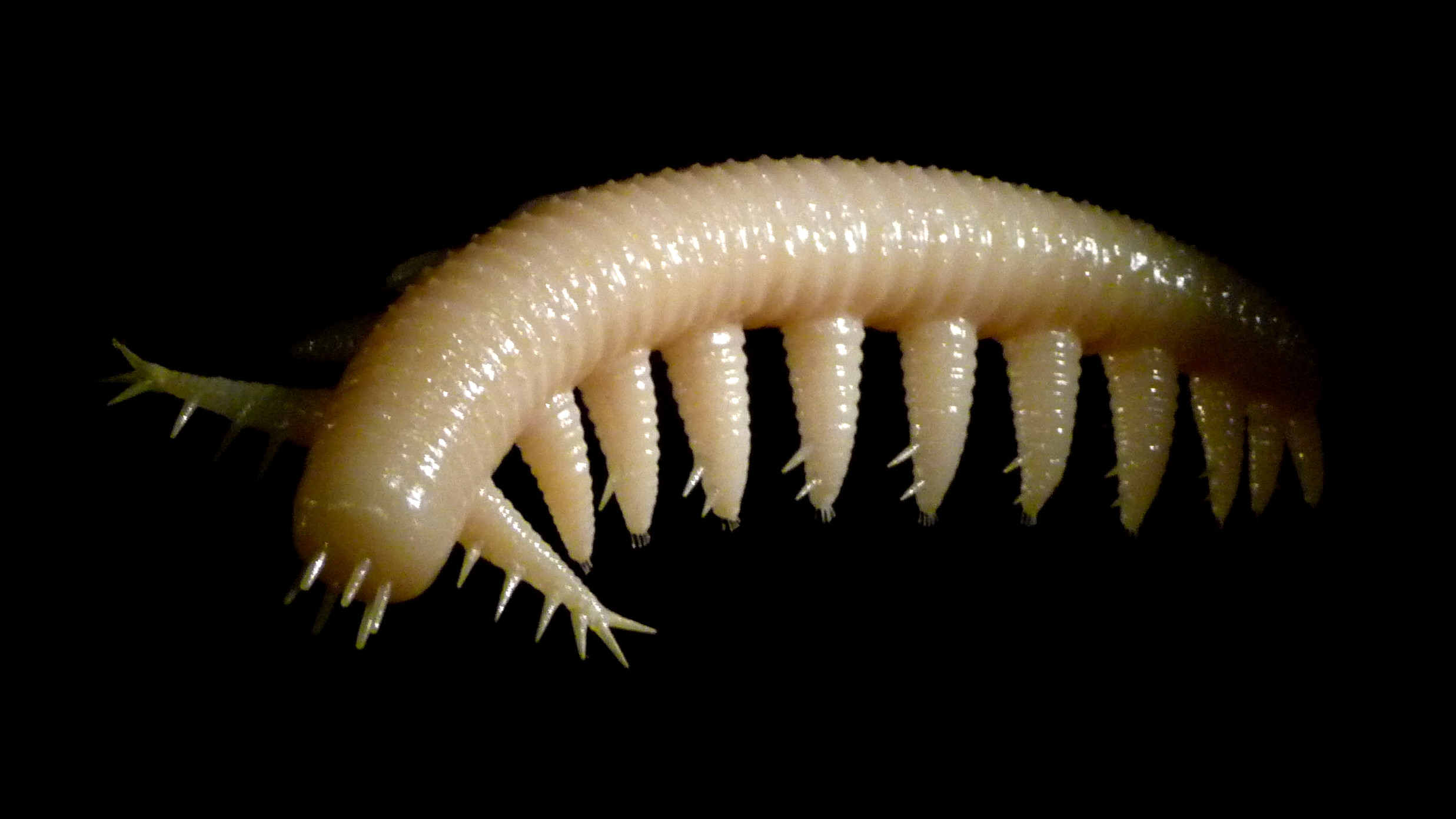
De uitgestorven Aysheaia

De evolutie van het bewegingsapparaat van geleedpotigen begon met een voorouder met een week lichaam die net als de verwante fluweelwormen zoals de uitgestorven Aysheaia beweegbare lichaamsuitstulpingen hadden. Deze ledematen kregen net als het lichaam segmenten en ontwikkelden zich zo tot arthropodia, poten met meerdere geledingen. De arthropodia kwamen steeds meer in de spreidstand te staan, zodat het lichaam van een geleedpotige tussen de poten in hangt. De veelzijdigheid van deze ledematen heeft belangrijk bijgedragen aan het succes van de geleedpotigen.
Bij de weinig beweeglijke uitstulpingen zal voortbeweging nog in een golfbeweging met een kronkelend lichaam zijn gebeurd, zoals bij vissen en slangen. Naarmate de poten meer konden bewegen, namen deze de golfbeweging over en nam de kronkelbeweging van het lichaam af, iets waartoe het exoskelet ook dwong. Kronkelbewegingen zijn echter niet bij alle geleedpotigen verdwenen. Zo beginnen duizendpoten te kronkelen met hun lichaam als ze sneller gaan lopen en neemt het aantal poten in standfase af. Ook bij de larven van holometabole insecten en in beperkte mate bij pissebedden maakt het lichaam nog een golfbeweging. Bij miljoenpoten wordt de golfbeweging wel met alleen de poten uitgevoerd.
Met zoveel ledematen zijn zeer veel gangen mogelijk, maar er is een voorkeur om een paar van ledematen een tegengestelde beweging te laten maken, met de ene in de standfase en de andere in de zwaaifase. De meer ontwikkelde geleedpotigen hebben kortere lichamen met minder ledematen.

#### Zespotigen
Bij zespotigen is de voorkeursgang die waarbij de buitenste poten aan de ene kant en de middelste aan de andere worden verzet en daarna andersom. Daarbij staan steeds drie poten aan de grond, wat de stabiliteit ten goede komt, aangezien een driepoot statisch stabiel is.
Hoewel deze afwisselende driepootsgang veel voorkomt, kennen insecten net als gewervelden verschillende gangen voor verschillende snelheden. Zo gaat de bekende bananenvlieg over van een langzame golfbeweging naar een vierpootsgang en uiteindelijk de snelle tripod, al zijn de overgangen hiertussen minder abrupt dan bij gewervelden. Wandelende takken en wandelende bladeren gebruiken een vierpootsgang bij langzaam lopen en gaan over naar een driepootsgang als ze versnellen. Kakkerlakken gebruiken twee gangen, een om langzaam en een om snel te lopen, maar beide zijn driepootsgangen. Bij de kakkerlak Nauphoeta cinerea is echter waargenomen dat deze voor de snelle gang overgaat naar een metachrone golfbeweging, waarbij de passen van de ipsilaterale poten – de poten aan dezelfde zijde – elkaar opvolgen.
| Onvolledige gedaanteverwisseling |
| → eicel → bevruchting → zygote → groei en ontwikkeling → één of meer nimfenstadia → uitsluipen → → ( subimago ) → imago (volwassen insect) → geslachtelijke voortplanting → eicel → |

| Volledige gedaanteverwisseling |
| → eicel → bevruchting → zygote → groei en ontwikkeling → larve → verpopping → popstadium → ontpopping → → imago (volwassen insect) → geslachtelijke voortplanting → eicel → |

#### Zwemmen

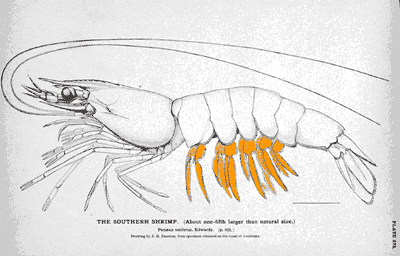
Pleopoden bij een Litopenaeus setiferus

Achterwaartse vluchtreactie

Bij geleedpotigen is het zwemmen waarschijnlijk pas ontwikkeld vanuit het lopen. Zo hebben tienpotigen vijf paar looppoten of pereopoden, terwijl het achterlijf vaak vijf paar zwempoten pleopoden heeft waarmee zij peddelen. Daarbij zijn zwemkrabben goede zwemmers. Kreeftachtigen kennen een achterwaartse vluchtreactie.
Bootsmannetjes worden wel rugzwemmers genoemd omdat ze met de spatelvormige poten ondersteboven zwemmen. Daarnaast kunnen ze ook vliegen.
De watervlo Daphnia slaat met zijn tweede paar antennes om zich voort te bewegen.

#### Vliegen
Insecten zijn de eerste dieren die konden vliegen. Het aantal fossiele insecten is zeer beperkt voor het Paleozoïcum en geen ervan is geconserveerd in barnsteen. Het oudste fossiel van een vliegend insect is waarschijnlijk de 325 miljoen jaar oude Delitzschala bitterfeldensis. De 400 miljoen jaar oude Rhyniognatha hirsti is wel als het oudste vliegende insect gekenmerkt, maar was mogelijk een duizendpotige. Waarschijnlijk vormde insectenvlucht zich echter al bij Pterygota of gevleugelde insecten in het Laat-Devoon of Carboon uit vleugelloze Apterygota.
Sinds de negentiende eeuw was de discussie of vleugels zich als volledig nieuwe structuren hadden gevormd, of uit bestaande structuren. Dit laatste kreeg de meeste aanhang, waarbij het opnieuw de vraag was welke structuur dit was geweest. De tracheeën zoals bij de nimfen van haften werden als optie gezien, maar op basis van de anatomie van Palaeodictyoptera kreeg de theorie aanhang dat vleugels zich vormden uit een combinatie van paranota – de rugzijde van het borststuk – en de lichaamswand. Voor het ontstaansmechanisme erachter werden twee opties gezien: de theorie van vliegende eekhoorns en die van vliegende vissen, dus op land of op zee. Met de ontdekking van de 407 miljoen jaar oude springstaart Rhyniella praecursor kreeg de eerste theorie de meeste aanhang. De paranota zouden aanvankelijk ontstaan zijn als oppervlakte om zonnewarmte op te vangen en zo eerder actief te kunnen worden. Vanuit deze structuren ontwikkelde zich een vorm waarmee ze eerst konden zweven en daarna vliegen.
Bij de haften en libellen zijn de vliegspieren direct verbonden met de vleugels, dit is directe vlucht. Directe vlucht is eerder geëvolueerd en hierbij kunnen de vleugels onafhankelijk van elkaar bewegen, met een hoge wendbaarheid tot gevolg. Deze soorten kunnen hun vleugels niet vouwen.
Insectenvleugels zijn in tegenstelling tot een vliegtuigvleugel vlak en bestaan uit een boven- en onderlaag van het exoskelet met daarin aders. Deze worden volgepompt met bloed nadat een insect voor de laatste keer is verveld, waarna ze uitharden tot een verstevigend raamwerk. De vleugels bevinden zich op het tweede en derde thoraxsegment. Er zijn ook insectenfossielen bekend waarbij ook aan het eerste thoraxsegment nog vleugels voorkwamen.

#### Graven
Insecten als termieten, mieren, verschillende soorten spinnen en vooral kreeftachtigen graven regelmatig ondergronds en dragen zo belangrijk bij aan de bioturbatie en daarmee de bodemvruchtbaarheid. Van de kreeftachtigen kunnen Hippoidea en Calappa zich snel graven in rul zand, terwijl molkreeften, bidsprinkhaankreeften en pistoolgarnalen in holen in de zeebodem leven. Vlokreeften als Ampeliscidae leven wel in kokers in de grond.
Solitaire bijen nestelen veelal in de grond, net als de nodige papierwespen. Veenmollen leven overdag ondergronds en 's nachts bovengronds.
Niet ondergronds, maar in de huid van dieren graaft de schurftmijt gangetjes. Teredinidae als de paalworm boren zich in hout.

### Segmentatie

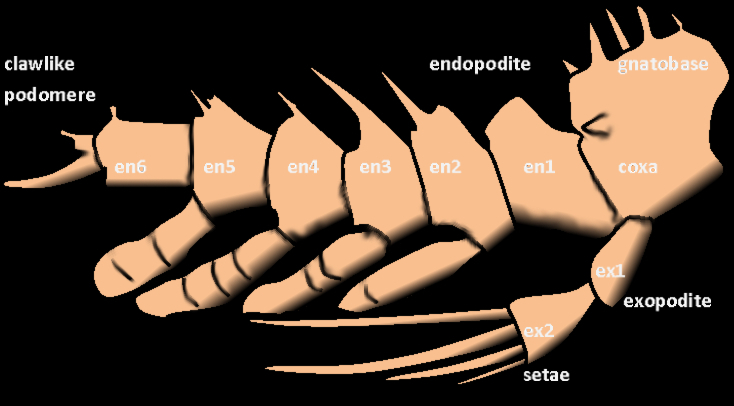
Poot van de uitgestorven Agnostus met endopood aan de binnenzijde en een exopood aan de buitenzijde

Het lichaam van alle embryo's van geleedpotigen is gesegmenteerd en dat was waarschijnlijk ook het geval bij de laatste gemeenschappelijke voorouder. Bij veel geleedpotigen is er sprake van tagmosis, de samengroei van een aantal segmenten of somieten, zoals bij spinnen in een kopborststuk en achterlijf, bij insecten in een kop, borststuk en achterlijf en bij mijten waar aan de buitenzijde geen segmentatie is te zien.
Oorspronkelijk had elk segment een paar extremiteiten bestaande uit twee delen. Deze splijtpoot bestond uit een basipood met daarop een endopood aan de binnenzijde en een exopood aan de buitenzijde. Hieruit ontwikkelden zich niet alleen de poten, maar ook aanhangsels als voelsprieten of antennes, vleugels of monddelen.
Bij in het water levende geleedpotigen als kreeftachtigen heeft dit zich ontwikkeld tot tweevoudige vertakte ledematen waarbij de exopood de functie van een kieuw heeft en geveerd is, terwijl de endopood wordt gebruikt om te lopen. Bij op land levende soorten is slechts een enkelvoudig paar onvertakte ledematen per segment aanwezig.

### Inwendige organen
De inwendige organen lopen van kop tot achterlijf door de segmenten heen.

#### Spijsvertering

Inwendige organen in kop, borststuk en achterlijf van een bij:

Defecatie bij een hommel

Ingestie of inname vindt plaats via de mond. Hier bevindt zich veelal een mandibel of kaak voor masticatie (bijten, snijden en kauwen). Chelicerata waaronder de spinachtigen beschikken over een cheliceer in plaats van een mandibel. Met een cheliceer kan niet gekauwd worden. Vaak zijn maxillae aanwezig om het voedsel te proeven en te hanteren. Veel soorten hebben een proboscis of zuigsnuit om vloeistoffen op te zuigen.
Het darmkanaal bestaat uit een voordarm, een middendarm en een einddarm. De ectodermale voor- en einddarm hebben een bekleding van chitine, de endodermale middendarm heeft deze niet. De chitine van het darmkanaal vervelt ook mee. Door de bekleding met chitine hebben geleedpotigen ook in hun darmen geen trilhaartjes, zodat het voedsel peristaltisch door het darmstelsel wordt bewogen. De voor- en einddarm absorbeert bij kreeftachtigen waarschijnlijk alleen water, terwijl bij insecten de einddarm wel de nodige stoffen kan absorberen.
In de voordarm begint de vertering met enzymen in het speeksel dat afgegeven wordt door de nabijgelegen speekselklieren. Enkele dieren als de kakkerlak en huisvlieg laten de vertering al beginnen voor de ingestie door het speeksel over het voedsel aan te brengen. Voor de vlieg is het noodzakelijk om het voedsel vloeibaar te maken, aangezien deze in tegenstelling tot de meeste insecten geen kaken heeft, maar alleen een proboscis of zuigsnuit.
De middendarm wordt ook wel maag genoemd, terwijl de einddarm onderverdeeld kan worden in dunne darm, dikke darm en endeldarm. Afscheiding vindt plaats via de buizen van Malpighi.
De spijsverteringsklier biedt functies die bij zoogdieren afzonderlijk worden verstrekt door de lever en de alvleesklier. Deze klier produceert de spijsverteringsenzymen en draagt bij aan de absorptie van voedsel.
In tegenstelling tot bij andere ongewervelden is er bij geleedpotigen net als bij gewervelden sprake van extracellulaire vertering. Geleedpotigen die in het water leven, leken minder afhankelijk van suikerstofwisseling en meer van eiwitstofwisseling. Zo bevat de spijsverteringsklier relatief weinig koolhydraten. Uit verder onderzoek blijkt echter dat de niveaus in de spieren en hypodermis hoger liggen.
De inrichting van het darmkanaal verschilt sterk, mede afhankelijk van het dieet dat onder meer carnivoor, herbivoor en detrivoor kan zijn. Veel tienpotigen zijn omnivoor, al zijn Carcinus, Nephrops en Homarus aaseters en eten vooral vlees, terwijl anderen als watervlooien en eenoogkreeftjes vooral plantaardig eten. Landpissebedden en vlokreeften eten vooral rottende plantenresten (detritus). Kannibalisme komt bij veel kreeftachtigen voor. Veel kleine geleedpotigen die in het water leven, zijn filtervoeders. Hiervoor zijn verschillende filtermechanismes, zoals de aanhangsels (cirri) bij Balanus. Andere dieren als Artemia hebben borstels of setae op hun poten. Daphnia slaan continu met hun pootjes om een stroming op te wekken die gefilterd wordt. Eenoogkreeftjes wekken de stroming op met hun antennes en monddelen.

#### Ademhaling

Inwendige organen in kopborststuk en achterlijf van een spin:

Ademhaling bestaat uit de gaswisseling aan het lichaamsoppervlak, het zuurstoftransport door het lichaam en de stofwisseling waarbij de cellen zuurstof verbruiken. Bij kleine dieren is diffusie door het cuticula vaak voldoende en ook bij grotere soorten werkt huidademhaling vaak aanvullend. Zeedieren als kreeftachtigen ademen via epipodia op extremiteiten die met hun grote oppervlak, dunne cuticula en goede doorbloeding waarschijnlijk fungeren als kieuwen. Bij grotere tienpotigen is passieve diffusie onvoldoende en zij hebben een scafognathiet aan de tweede maxille waarmee ze water door de kieuwkamer voeren, waar het vervolgens via diffusie opgenomen wordt in het bloed.
Pissebedden als Porcellio en Armadillidium hebben pseudotracheeën in enkele van hun pleopodes en daarnaast kieuwen. Zij moeten deze vochtig houden om te kunnen ademen.
Grotere landdieren hebben stigmata, openingen in het exoskelet die verbonden zijn met tracheeën. Dit is een zeer fijnvertakt stelsel van kleine buisjes door het lichaam. Grotere dieren hebben ademhalingspigmenten in het bloed zodat deze de zuurstof kan vervoeren.
De meeste spinnen beschikken over boeklongen en tracheeën, terwijl grote spinnen en schorpioenen alleen boeklongen hebben.

#### Circulatie
De inrichting van de bloedsomloop is afhankelijk van de grootte. Kleine exemplaren als eenoogkreeftjes (afgezien van Calanoida), de meeste mosselkreeftjes en mijten (afgezien van Gamasodes) hebben zelfs geen hart.
Bij de kleinere organismes hoeft het bloed meestal geen of weinig zuurstof te vervoeren en het bloed of hemolymfe heeft daarom veelal geen ademhalingspigment. Daardoor is het kleurloos en lijkt het meer op lymfe. Kreeftachtigen hebben meestal een ander ademhalingspigment dan hemoglobine. Dit hemocyanine is blauw door aanwezigheid van koper, waar hemoglobine rood is door ijzer. Bij Malacostraca ontbreekt hemoglobine volledig, maar bij veel soorten Branchiopoda komt het wel voor. Bij Daphnia zit het ook in het zenuwstelsel, spieren en eitjes. Daphnia hyalina het normaal nauwelijks hemoglobine en is dan kleurloos, maar in zuurstofarm water maakt het dusdanig veel hemoglobine aan dat het paars kleurt. Bij Triops cancriformis is dit ook waargenomen.
Watervlooien en de genoemde uitzonderingen hebben wel een hart, maar geen bloedvaten. Dit is mogelijk omdat alle organen bij deze kleine diertjes zo dicht bij elkaar liggen dat lichaamsbeweging voldoende is om de vloeistof door lacunaire ruimtes te bewegen. Bij primitieve geleedpotigen als de kieuwpootkreeftjes Phyllopoda, bidsprinkhaankreeften, pekelkreeftjes en de kakkerlakken Blattoidea loopt een dorsaal bloedvat over vrijwel de gehele lengte van het lichaam. Bij onder meer duizendpotigen, schorpioenen, zwaardstaarten en een aantal hogere kreeftachtigen ligt het bloedvat ventraal.
Bij onder meer pekelkreeftjes heeft dit samentrekkende bloedvat gepaarde mondjes met klepjes (ostia) en fungeert dit ruggevat als hart. Meestal kan het bloed hierin slechts van achter naar voren lopen. Bij verschillende soorten ontbreken in het voorste deel van dit bloedvat de spieren en ostia, waarmee dit feitelijk een aorta is. Bij veel kreeftachtigen, enkele Chelicerata en insecten is centralisatie van de pompfunctie verder doorgevoerd, wat resulteert in een ingekort hart. Bij tienpotigen is het hart zakvormig met drie paar ostia en een uitgebreid vaatstelsel. Complexere geleedpotigen hebben naast een hart en een aorta dan ook een stelsel van slagaders. Bij insecten en lagere kreeftachtigen zijn slagaders nauwelijks of niet aanwezig, wat bij insecten met tracheeën ook niet nodig is. Aders ontbreken daar ook meestal, wat het een open bloedsomloop maakt.

## Migratie

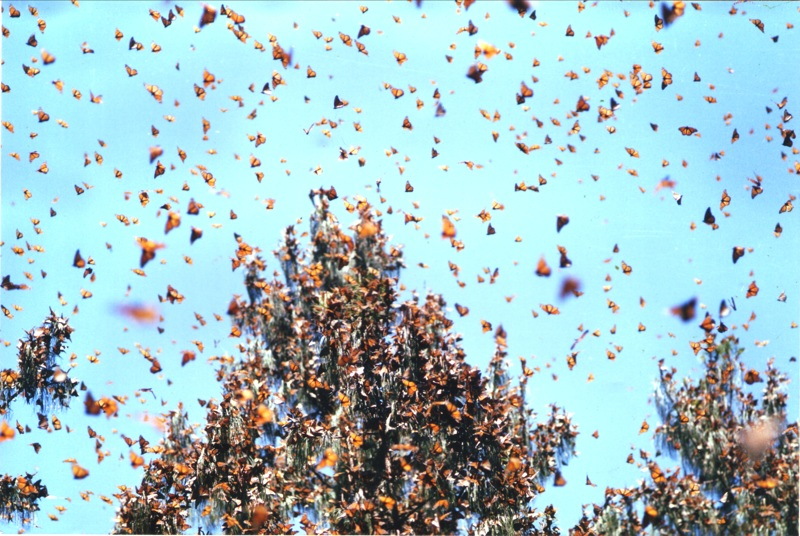
Monarchvlinders voor hun migratie

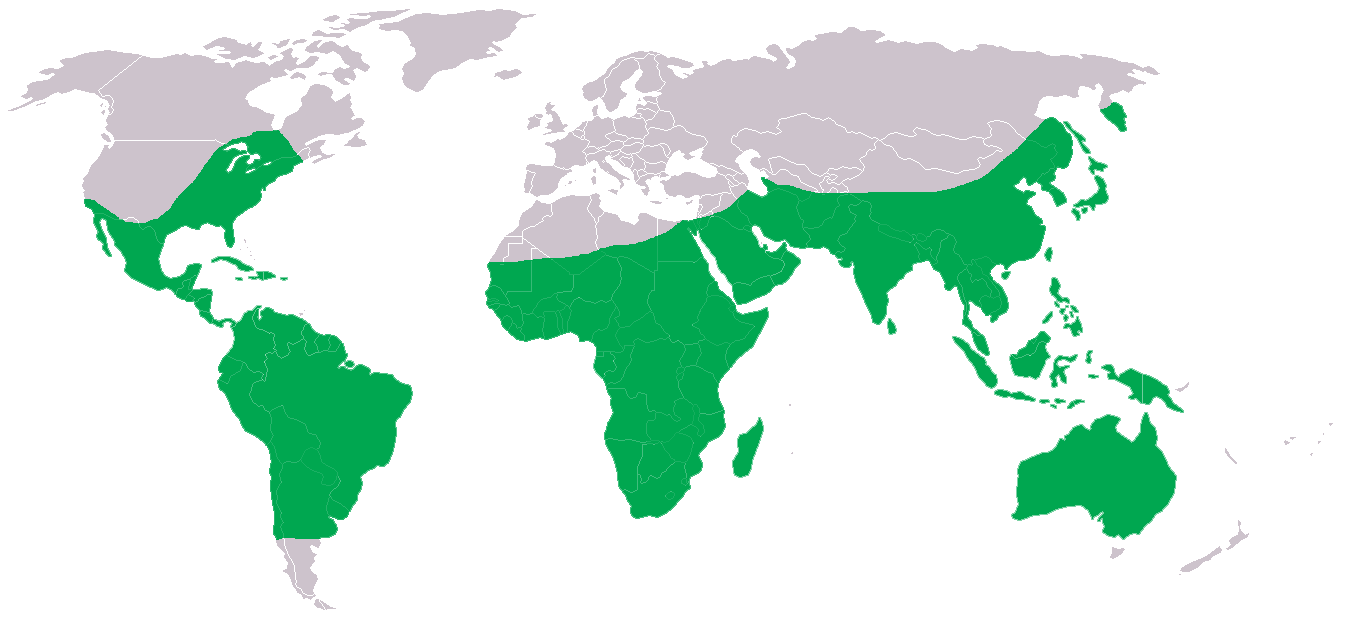
De wereldzwerver (Pantala flavescens) heeft een van de grootste verspreidingsgebieden van alle insecten door de zwervende levenswijze

Om te foerageren of voort te planten migreren de nodige geleedpotigen. Zo moeten landkrabben terugkeren naar zee om te paren en daarna hun eitjes af te zetten. De hieruit gegroeide larven groeien uit tot megalopa en keren daarna terug naar land. Gecarcinidae, Gecarcinucidae en Sesarma zijn migrerende landkrabben en van de eerste familie is Gecarcoidea natalis een bekende soort die op Christmaseiland met miljoenen van het bos aan de ene kant op het eiland naar de rotsen op de andere kant van het eiland trekken. Zoetwaterkrabben als de Chinese wolhandkrab zijn ook afhankelijk van zout water en maken een trek naar zee tot honderden kilometers via de rivieren.
Zoöplankton migreert elke nacht van grote diepte naar het oppervlak. Veel kleine kreeftachtigen maken deel uit van deze verticale migratie. Opvallend is de langoest Panulirus die met tientallen in optocht over de zeebodem lopen, met het kopborststuk op de staart van de voorganger.
Onder de insecten zijn zo'n 6000 soorten libellen, waaronder 25 tot 50 migrerende soorten. Deze worden zwervers genoemd en kunnen ver buiten het voortplantingsgebied worden aangetroffen. Ze kunnen in geheel andere landschappen en habitats terecht komen dan waar ze vandaan komen. Van libellen is bekend dat ze de Indische Oceaan kunnen oversteken. Van de wereldzwerver (Pantala flavescens) is waargenomen dat een afstand van zo'n 7000 kilometer kan worden afgelegd. Vermoed wordt zelfs dat deze soort van India naar zuidelijk Afrika vliegt en weer terug, er worden tussenstops gemaakt op de Seychellen en de Maldiven. Hierbij wordt een afstand afgelegd van 14.000 tot 18.000 kilometer wat ongekend is voor een insect.
Ook trekvlinders leggen grote afstanden af, zoals de monarchvlinder die tot 4500 kilometer van de geboortegrond migreert. Treksprinkhanen kunnen honderden kilometers per dag afleggen.

## Classificatie
De geleedpotigen worden in vier groepen (onderstammen) ingedeeld. De groepen onderscheiden zich in diverse morfologische kenmerken van elkaar. Belangrijke punten zijn de vergroeiingen van de segmenten (tagmosis) en de aan- of afwezigheid van bepaalde ledematen aan de segmenten.
- Trilobita of trilobieten

De trilobieten zijn een uitgestorven groep waarvan veel fossielen bekend zijn. De groep bestond al in het Cambrium.
De kop van trilobieten heeft vier paar uitsteeksels, het voorste paar als antenne en drie paar monddelen. De overige segmenten hebben elk nog twee paar ledematen
- Chelicerata. In deze groep vallen de spinachtigen (Arachnida, met echte spinnen, schorpioenen, hooiwagens, teken, mijten), de degenkrabben (Merostomata) en de zeespinnen (Pycnogonida)

In deze groep hebben de voorste segmenten alleen de onderste ledematen behouden. Meestal gaat het om de voorste zes segmenten, waarvan het eerste (de chelicerae) de monddelen vormt, het tweede paar is omgevormd tot zintuigelijke organen aan de buitenkant en de overige vier paar zijn poten. Chelicerata hebben dus als enige geleedpotigengroep geen antennes. Dieren uit deze groep hebben dus meestal acht poten. De achterste segmenten hebben alleen de bovenste ledematen behouden en hebben een functie bij de ademhaling. Bij spinnen vormen ze de boeklong
- Crustacea of kreeftachtigen met onder andere: kreeften, garnalen, watervlooien, pissebedden, vlokreeftjes

Deze groep wordt gekenmerkt door vijf paar uitsteeksels op de kop. De eerste twee paar zijn antennes en de laatste drie paar vormen de monddelen. De segmenten van het achterlijf hebben over het algemeen nog twee paar ledematen behouden
Kreeftachtigen worden ook wel schaaldieren genoemd en komen vooral voor in water en voeden zich met plantaardige en dierlijk plankton, kleine voedseldeeltjes uit het bodemslik tot wieren, vruchten en groter dood of levend voedsel
- Uniramia of Tracheata. Dit is de grootste groep met de zespotigen (Hexapoda, met onder andere de insecten en de springstaarten) en de duizendpotigen (Myriapoda)

In deze groep heeft elk segment het bovenste paar ledematen verloren. Alle uitsteeksels (vleugels, antennes, poten) zijn ontstaan uit het onderste paar ledematen van een segment. De ademhaling gebeurt in deze groep door tracheeën: een inwendig buizenstelsel dat in contact staat met het externe milieu
Er zijn weleens voorstellen gedaan dat deze groepen polyfyletisch zijn en dus onafhankelijk van elkaar zijn ontstaan. De overwegende opinie bij onderzoekers is echter dat de geleedpotigen evolutionair gezien een groep vormen en dus monofyletisch zijn.
Hoe de verschillende combinaties zo geëvolueerd zijn, is dusdanig complex dat dit wel het probleem van de kop van de geleedpotige is genoemd.
In de jaren 1970 werden de uit het Cambrium afkomstige fossielen van de Burgess Shale nauwkeurig bestudeerd. Het meest voorkomende fossiel in de Burgess Shale is Marrella, dat eerder werd ingedeeld bij de trilobieten. Het bleek echter dat Marrella in geen van de vier bekende groepen kon worden ondergebracht: Marrella heeft twee paar uitsteeksels aan de kop, beide voor de mond geplaatst. In moderne indelingen van de geleedpotigen wordt het daarom vaak met enkele verwante soorten in een eigen onderstam geplaatst, de Marrellomorpha.
Ook met toevoeging van de Marrellomorpha blijven er echter nog fossiele geleedpotigen uit de Burgess Shale en andere paleozoïsche vindplaatsen waarvan de indeling niet duidelijk is, zoals Yohoia, Burgessia en Branchiocaris.